# 城西街道 (凯里市)
城西街道，是中华人民共和国贵州省黔东南苗族侗族自治州凯里市下辖的一个乡镇级行政单位。

## 行政区划
城西街道下辖以下地区：
北京西路社区、龙溪社区和高溪社区。